# Niihau

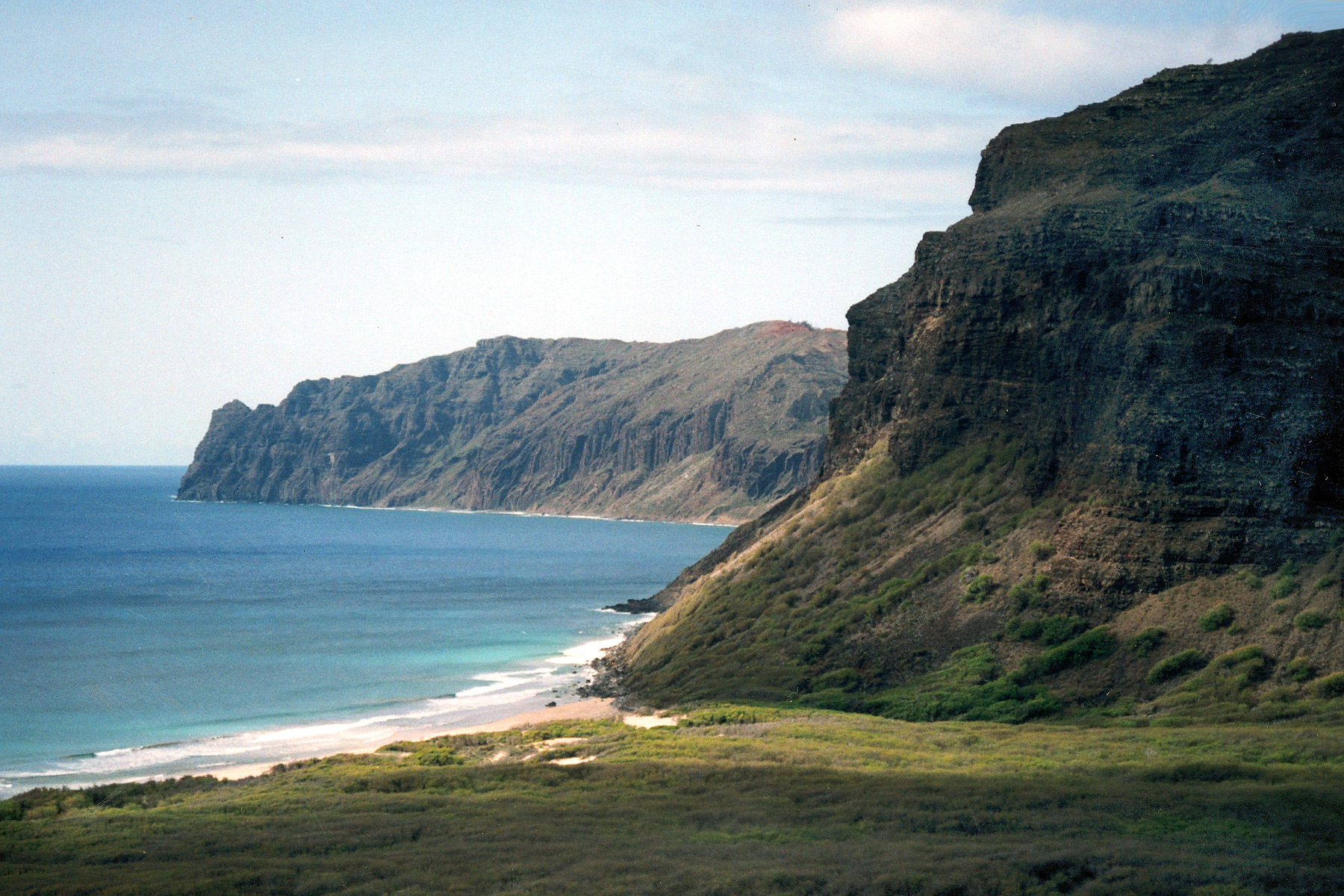
Kust van Niihau

Niihau of Ni'ihau is het meest westelijk gelegen bewoonde eiland van de eilandengroep waaruit Hawaï bestaat. Het eiland heeft een oppervlakte van 181 km² en telt ongeveer 160 inwoners. Het eiland meet 30 km bij 10 km. Het hoogste punt (Paniau) ligt op 390 m. De enige nederzetting van naam op Ni'ihau is Puuwai. Bovendien is het eiland in privébezit, het is niet toegankelijk voor buitenstaanders, tenzij op uitnodiging.
Het eiland is eigendom van de twee broers uit de familie Robinson. Op het naburige eiland Kauai wonen veel oud-bewoners van Niihau en bezitten de twee broers tevens grote boerderijen.
De oud-bewoners van Niihau varen geregeld van en naar het eiland. De familie Robinson en hun gasten vliegen per helikopter vanuit Port Allen airport (Kauai) naar Niihau, waar op diverse plaatsen een helikopterplatform is gebouwd. De huizen op Niihau zijn in originele staat en gebouwd in de 19e eeuw. De meeste bewoners, inclusief de familie Robinson, wonen op Kauai.
Op het eiland leven veel verwilderde paarden, schapen en geiten, in de wateren rondom het eiland leven veel haaien en dolfijnen.
37 km ten zuidwesten van Niihau ligt het eilandje Ka'ula.